# Yürekkaya, Sivrice
Yürekkaya là một xã thuộc huyện Sivrice, tỉnh Elâzığ, Thổ Nhĩ Kỳ. Dân số thời điểm năm 2011 là 49 người.